# Тимур Муцураев
Тиму́р Хамза́тович (Хаса́нович) Муцура́ев е чеченски певец.

## Биография
Роден е на 25 юни 1976 г. в град Грозни, Чечено-ингушка АССР, Руска СФСР.
В детството и юношеството си се занимава със спорт. Става шампион по карате на Чечения през 1991 година.
Муцураев на 18 години е мобилизиран и е изпратен на фронта по време на Първата чеченска война, където е тежко ранен. Предимно на фронта композира и изпълнява песните си, с които по-късно придобива популярност. Песните му са изпълнени на руски език под акомпанимент на китара, изключително тежки и тягостни. Днес те са забранени както в Чечения, така и в цяла Русия, което обаче не пречи да се разпространяват масово в интернет.
Според някои руски медии от 2008 г. Тимур Муцураев се укрива от руското правосъдие заради участието му в чеченските войни на страната на бунтовниците.